# Yo amo a Juan Querendón
 Yo amo a Juan Querendón  es una telenovela mexicana producida por MaPat López de Zatarain para Televisa en el año 2007 y 2008. Es una adaptación de la telenovela colombiana Pedro el escamoso original de Luis Felipe Salamanca y Dago García.
Protagonizada por Eduardo Santamarina y Mayrin Villanueva, y con las participaciones antagónicas de Alexis Ayala, Renée Varsi y Arleth Terán. Cuenta además con la actuación estelar de las primeras actrices Sylvia Pasquel, María Marcela, Alejandra Meyer y la participación especial de César Évora.
Esta fue la última participación de la primera actriz Alejandra Meyer, ya que falleció durante la producción de la telenovela.

## Sinopsis
Yo amo a Juan Querendón nos narra la vida de Juan Domínguez, un hombre mujeriego y descarado que por un lío de faldas debe de huir de su pueblo natal y encaminarse a la Ciudad de México. Al llegar la vida de Juan cambia drásticamente, primero conoce a Paula de quien queda completamente enamorado y también conoce a Samuel Cachón, el líder de una familia que se encariña con Juan y después de su inevitable muerte le encarga el cuidado de su esposa Nidia y sus dos hijas Marely y Yadira.
Sin quererlo, Juan arma una gran red de mentiras en cuanto a su pasado con las que logra ganarse la confianza de las Cachón, después Juan busca trabajo en empresas Farell, ahí se reencuentra con Paula, pero éste se da cuenta de que Paula tiene una relación con César Luis Farell el dueño de las empresas Farell y que está casado con Mónica. Sin embargo, Juan no se da por vencido y decide luchar por el amor de Paula.
Tras la muerte de Samuel, Nidia se entera de que Samuel tuvo un hijo con una amante que tuvo años atrás, Ana, la hija de Samuel es Paula y como en el testamento Samuel le deja una gran parte de su fortuna con ayuda de Alirio, Nidia oculta la cláusula del testamento.
Todos estos enredos y distintas situaciones chuscas provocadas por el carácter conquistador de Juan dan base a la trama de Yo amo a Juan Querendón.

## Elenco
- Eduardo Santamarina - Juan Domínguez Coral
- Mayrín Villanueva - Paula Dávila Escobar / Paula Cachón Dávila
- Alexis Ayala - César Luis Farell Carballo / Sandro Arenas
- Sylvia Pasquel - Nidia Estela De la Cueva Pérez Vda. de Cachón
- César Évora - Samuel Cachón
- María Marcela - Ana Dávila Escobar
- Renée Varsi - Mónica Berrocal Toledo de Farell
- Florencia de Saracho - Marely Cachón De la Cueva
- Dacia Arcaraz - Yadira del Pilar Cachón De la Cueva
- Roberto D'Amico - Alirio Perafán Rocha de Francisco
- Arleth Terán - Ivonne Mosquera Espejo
- Pedro Romo - Pastor Gaitán García
- Arturo Barba - Fernando Lara Lora
- Eugenio Bartilotti - Enrique Bueno Lindo
- Roberto Sen - Angarita Calvo García
- Néstor Emmanuel - Luis Dávila
- Alejandra Meyer †- Pastora García
- Yolanda Ventura - Laura Berrocal
- Roberto Miquel - Gonzalo Gutiérrez
- Ángeles Balvanera - Consuelo
- Eduardo Antonio - Molondrón
- Tania Vázquez - Herlinda
- Alex Sirvent - Héctor
- Lisardo - Fred Del Castro
- Luz María Aguilar - Pepita Pomposo
- Santiago Hernández - Juanito Domínguez
- Pedro Armendáriz Jr † - Don Plutarco
- Sury Sarai
- Lucy Tovar - Adelaida
- Anel - Delfina De la Cueva
- Sharis Cid - Yolanda
- Alejandra Barros - Susana
- Víctor Luis Zúñiga - Pedro "Pedrinchi"
- Marisol González Casas - Hillary Paris
- Samuel Gallegos - Custodio
- Luis Ceballos - Nacho Rodriguez
- Claudia Elisa Aguilar - Profesora Gómez
- Gastón Tuset - Lorenzo Pomposo
- Pablo Montero - Él mismo
- Kelchie Arizmendi - Enfermera
- MaPat López de Zatarain - Ella misma
- René Strickler - Él mismo
- Ricardo Vera - Profesor Tello
- Fernando Robles
- Marco Muñoz - Enrique
- Vanessa Arias
- Tania Amezcua - La Coqueta
- Lidice Pousa - Lorena

## Equipo de producción
- Historia original de - Luis Felipe Salamanca, Dago García
- Versión libre - Gabriela Ortigoza
- Adaptación - Antonio Abascal, Miguel Vallejo, Juan Carlos Alcalá
- Edición literaria - Rossana Ruiz
- Asesoría literaria - Marimar Oliver, Gonzalo Gutiérrez
- Tema de entrada - Rey tiburón
- Intérprete - Maná
- Autor - Fernando Olvera Sierra
- Tema de amor - Palomita
- Autor e intérprete - Eduardo Antonio
- Música original e incidental - Rubén Zepeda
- Musicalizador - Eduardo Diazayas
- Directora de arte - Gabriela Barbosa
- Escenografía - Ricardo Navarrete
- Ambientación - Laura Ocampo
- Diseño de vestuario - Alejandra Govea, Martha Betancourt
- Diseño de imagen - Televisa San Ángel
- Jefa de producción - Yeyé Palacios
- Jefa de reparto - Rocío Fonseca
- Gerentes de producción - Arturo Portilla, Carolina Gallástegui
- Editora - Gabriela Torres
- Asistente de dirección y continuista - Tina Teoyótl
- Coordinadora de producción - Jessica Balboa
- Director de cámaras en locación - Mauricio Manzano
- Director de escena en locación - Mauricio Rodríguez
- Director de cámaras - Óscar Morales
- Directora de escena - Lily Garza
- Co-productor - Marco Vinicio López de Zatarain
- Productora ejecutiva - Martha Patricia López de Zatarain

## DVD
El Grupo Televisa lanza a la venta en formato DVD sus novelas.

## Versiones
- Pedro el escamoso (2001), telenovela original colombiana, producida por Caracol Television, protagonizada por Miguel Varoni y Sandra Reyes.
- Coração Malandro (2003), telenovela portuguesa, protagonizada por Pepê Rapazote y Margarida Marinho.

## Premios y nominaciones

### TV Adicto Golden Awards
| Año  | Categoría                       | Nominados      | Resultado |
| ---- | ------------------------------- | -------------- | --------- |
| 2007 | Mejor actriz en un papel cómico | Sylvia Pasquel | Ganadora  |
| 2007 | Mejor actor en un papel cómico  | Pedro Romo     | Ganador   |
| 2007 | Revelación masculina            | Arturo Barba   | Ganador   |

### Premios TVyNovelas 2008
| Categoría                   | Persona                 | Resultado |
| --------------------------- | ----------------------- | --------- |
| Mejor telenovela            | MaPat López de Zatarain | Nominada  |
| Mejor actriz                | Mayrin Villanueva       | Nominado  |
| Mejor actor                 | Eduardo Santamarina     | Nominado  |
| Mejor actriz coestelar      | Sylvia Pasquel          | Nominada  |
| Mejor actor coestelar       | Eugenio Bartilotti      | Nominado  |
| Mejor historia o adaptación | Gabriela Ortigoza       | Nominada  |

### Premios ACE
| Año  | Categoría               | Nominado(a)    | Resultado |
| ---- | ----------------------- | -------------- | --------- |
| 2008 | Rostro Femenino del Año | Sylvia Pasquel | Ganadora  |

### Presea Luminaria de Oro 2007
- Reconocimiento por Desempeño Eduardo Santamarina.[4]

### Premios Bravo 2008
| Categoría                           | Nominado(a)    | Resultado |       |
| ----------------------------------- | -------------- | --------- | ----- |
| Actuación Estelar Genérica Femenina | Silvia Pasquel | Ganadora  | [ 5 ] |